# 尾崎泰雅
尾崎 泰雅（おざき たいが、1998年9月25日 - ）は、ジャパンラグビーリーグワン東京サントリーサンゴリアスに所属するラグビー選手。

## プロフィール
- 京都府宇治市出身。
- ポジションはスタンドオフ(SO)、ウィング(WTB)、フルバック(FB)。
- 身長 182 cm、体重 92 kg
- 父の達博も元ラグビー選手で現在ユニチカ・フェニックスのゼネラルマネージャー。
- 兄の晟也もラグビー選手[1] で現在チームメイト。

## 略歴
2017年、伏見工業高校卒業後、帝京大学に入る。
2021年、帝京大学卒業後、サントリーサンゴリアス(現・東京サントリーサンゴリアス)に加入。
2022年3月20日に行われたJAPAN RUGBY LEAGUE ONE第10節シャイニングアークス東京ベイ浦安戦にて途中出場で公式戦初出場を果たした。